# Condado de Shelby (Iowa)
O Condado de Shelby é um dos 99 condados do estado norte-americano de Iowa. A sede do condado é Harlan, que é também a sua maior cidade. O condado tem uma área de 1532 km² (dos quais 2 km² estão cobertos por água), uma população de 12 167 habitantes, e uma densidade populacional de 7,95 hab/km² (segundo o censo nacional de 2010). O condado foi fundado em 1851 e recebeu o seu nome em homenagem a Isaac Shelby (1750–1826), general da Guerra de Independência dos Estados Unidos e da Guerra de 1812 e governador do estado norte-americano do Kentucky.